# Stadion Piasta Gliwice (1927–2010)
Stadion Piasta Gliwice – istniejący w latach 1927–2010 wielofunkcyjny stadion w Gliwicach, w Polsce. Pod koniec swojego istnienia mógł pomieścić 6000 widzów. W latach 2010–2011 w miejscu starego obiektu powstał nowy, typowo piłkarski Stadion Miejski na ok. 10 000 widzów.

## Historia
Dawny obiekt Piasta Gliwice powstał w 1927 roku w niemieckich wówczas Gliwicach jako Jahn-Stadion. Obiekt mógł pomieścić 15 000 widzów. W latach 30. i 40. XX wieku (do zakończenia II wojny światowej) swoje spotkania rozgrywali na nim piłkarze klubu Vorwärts-Rasensport Gleiwitz, wielokrotnego mistrza Śląska i czwartej drużyny mistrzostw Niemiec w sezonie 1935/1936. 
Po wojnie, gdy Gliwice znalazły się w granicach Polski, ze stadionu korzystała drużyna Budowlanych Gliwice (znana również pod nazwą Lechia) oraz Sparty Gliwice. W 1956 roku nowym gospodarzem obiektu został klub GKS, powstały w wyniku fuzji Budowlanych, Sparty i Hutnika. W 1964 roku GKS połączył się z SKS Piast, tworząc GKS Piast Gliwice. Klub ten, oprócz obiektu przy ul. Okrzei, wykorzystywał również stadion XX-lecia. W połowie lat 60. rozpoczęto modernizację obiektu. Lodowisko przy stadionie zamieniono na boisko treningowe, wyremontowano również budynek klubowy. W sezonie 2002/2003 drewniane ławki na trybunach zastąpiono plastikowymi krzesełkami. Pojemność obiektu ustaliła się wówczas na poziomie 6000 widzów (w tym 5000 miejsc siedzących). W 2006 roku kosztem 2,6 mln zł zainstalowano cztery maszty oświetleniowe dające oświetlenie o natężeniu 1460 luksów. Zainaugurowano je 12 lipca, pierwszym spotkaniem przy sztucznym świetle był sparing Piasta z Pogonią Szczecin 21 lipca (0:1). W sezonie 2007/2008 Piast osiągnął historyczny sukces, awansując po raz pierwszy do Ekstraklasy. Z powodu niespełniania wymogów licencyjnych klub rozgrywał jednak swoje pierwsze spotkania w najwyższej klasie rozgrywkowej na stadionie Odry Wodzisław, a pierwszy ekstraklasowy mecz Piasta przy Okrzei odbył się dopiero 3 kwietnia 2009 roku, przeciwko Górnikowi Zabrze (1:0). W pierwszym sezonie w Ekstraklasie Piast zajął 10. miejsce w tabeli. Również w sezonie 2009/2010 Piast musiał rozegrać cztery domowe spotkania na stadionie w Wodzisławiu Śląskim. Sezon ten drużyna zakończyła na ostatnim miejscu w tabeli, co skutkowało spadkiem do I ligi. 
W 2008 roku Rada Miasta Gliwice podjęła uchwałę o budowie nowej, typowo piłkarskiej areny w miejscu starego stadionu. Do realizacji projektu przystąpiono w 2010 roku. Ostatnim spotkaniem na starym obiekcie był mecz ligowy Piasta z Wartą Poznań 26 września 2010 roku (4:0). Niedługo po nim przystąpiono do rozbiórki stadionu, a następnie budowy w jego miejscu nowego obiektu. Nowy Stadion Miejski, mogący pomieścić ok. 10 000 widzów, został zainaugurowany 5 listopada 2011 roku. W czasie budowy Piast ponownie rozgrywał swoje spotkania na stadionie Odry Wodzisław. Maszty oświetleniowe starego stadionu służyły w latach 2012–2014 jako tymczasowe oświetlenie na przebudowywanym stadionie Górnika Zabrze.